# Phare de Racine Reef

Le phare de Racine Reef (en anglais : Racine Reef Light), est un phare du lac Michigan situé à environ 3 km à l'est du port de Racine dans le Comté de Racine, Wisconsin. Il a été démoli en 1961 et remplacé par une tourelle à claire-voie sur la même fondation.

## Historique
Racine Reef est un danger majeur pour la navigation, non seulement pour la navigation à destination et en provenance du port de Racine, mais également pour le trafic entre Milwaukee et Chicago. Il a été marqué par une succession d'aides, à commencer par une bouée placée en 1869 après qu'une étude sur l'érection d'un phare sur ce récif demandait une dépenses trop importante. Divers feux en rivage ont également été ajoutés, y compris des feux directionnels sur les brise-lames de Racine et une balise rouge montée sur le phare de Wind Point. 
Ces mesures se sont révélées inefficaces et, en 1898, la construction d'une balise située au centre du récif a été effectuée. Cette lampe, alimentée à l'acétylène, a été placée sur une plate-forme de maçonnerie reposant sur un berceau en bois. Ce feu a été allumé pour la première fois le 31 août 1899. Cette disposition s'est rapidement révélée assez problématique car elle était difficile à entretenir et des tas d'enrochements sans cesse croissants ont été posés sous la plate-forme pour tenter de limiter l'érosion et les dommages causés par les tempêtes. En 1901, la tour de fer de la balise a également été agrandie, mais les problèmes ont persisté. 
En 1901, il fut décidé qu'un phare habité était nécessaire et, en 1903, un crédit fut attribué. La construction n'a été achevé qu'après celle de la jetée en béton en 1905. Au sommet d'une maison octogonale en brique de trois étages avec une tour au centre, a été équipée d'une lentille de Fresnel du quatrième ordre. Le signal de brouillard à vapeur d'origine a été remplacé par des cornes de brume diaphone au milieu des années 1920. La lumière a été automatisée en 1954, mais en 1961 la maison a été démolie en raison des difficultés d'entretien. De grandes quantités d'enrochement avaient été déversées autour de la jetée afin de réduire les vibrations des vagues et de limiter le givrage hivernal de la structure. 
Une tour en acier a remplacé la maison et reste en service. La lentille de Fresnel a été préservée et est exposée au Racine Heritage Museum.

## Description
Le phare actuel est une tour quadrangulaire en acier à claire-voie de 15 m de haut, portant une balise automatique. Le phare est peint en blanc.
Il émet, à une hauteur focale de 15 m, un éclat blanc par période de 6 secondes. Sa portée est de 11 milles nautiques (environ 20 km). Il est équipé d'une corne de brume émettant un souffle de 2 secondes toutes les 15 secondes, en cas de nécessité entre le mois d'avril et novembre.
Identifiant : ARLHS : USA-684  ; USCG :  7-20480 .

### Lien connexe
- Liste des phares du Wisconsin